# Crèvecœur-en-Brie
Crèvecœur-en-Brie ist eine französische Gemeinde mit 450 Einwohnern (Stand: 1. Januar 2022) im Département Seine-et-Marne in der Region Île-de-France. Sie gehört zum Arrondissement Provins und zum Kanton Fontenay-Trésigny (bis 2015: Kanton Rozay-en-Brie). Die Einwohner werden Crépicordiens genannt.

## Geographie
Crèvecœur-en-Brie liegt etwa 44 Kilometer ostsüdöstlich von Paris. Umgeben wird Crèvecœur-en-Brie von den Nachbargemeinden Mortcerf im Norden, Lumigny-Nesles-Ormeaux im Süden und Osten, Marles-en-Brie im Süden und Südwesten sowie La Houssaye-en-Brie im Westen.

## Bevölkerungsentwicklung
| Jahr                      | 1962 | 1968 | 1975 | 1982 | 1990 | 1999 | 2006 | 2013 |
| Einwohner                 | 162  | 145  | 235  | 266  | 268  | 299  | 312  | 361  |
| Quelle: Cassini und INSEE |      |      |      |      |      |      |      |      |

## Sehenswürdigkeiten
- Kirche Saint-Jean-Baptiste aus dem 16. Jahrhundert (siehe auch: Liste der Monuments historiques in Crèvecœur-en-Brie)
- Schloss Crèvecœur, erbaut 1897 auf den Ruinen des früheren Schlosses
- Schloss und Gutshof Beauregard

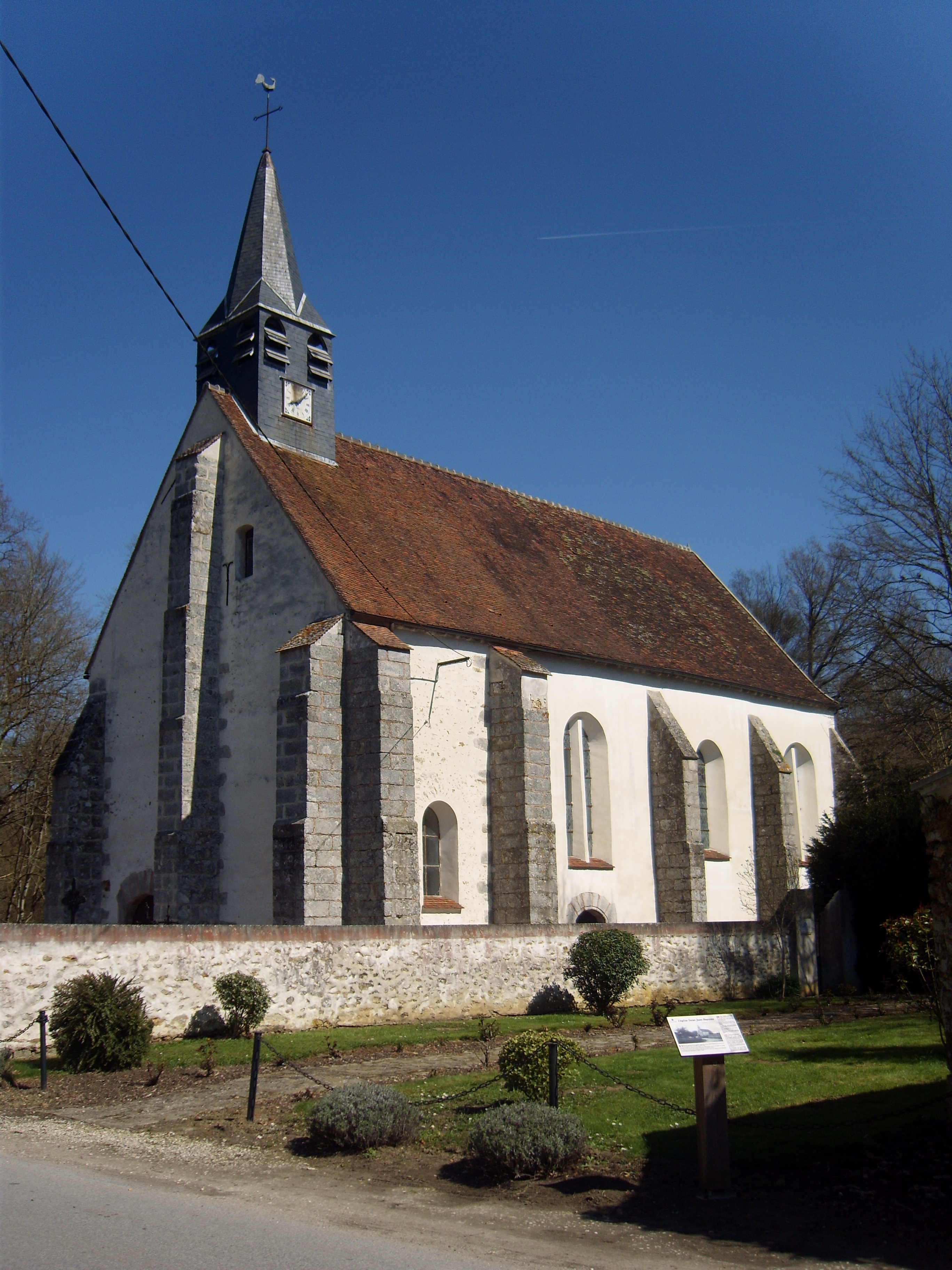
Kirche Saint-Jean-Baptiste
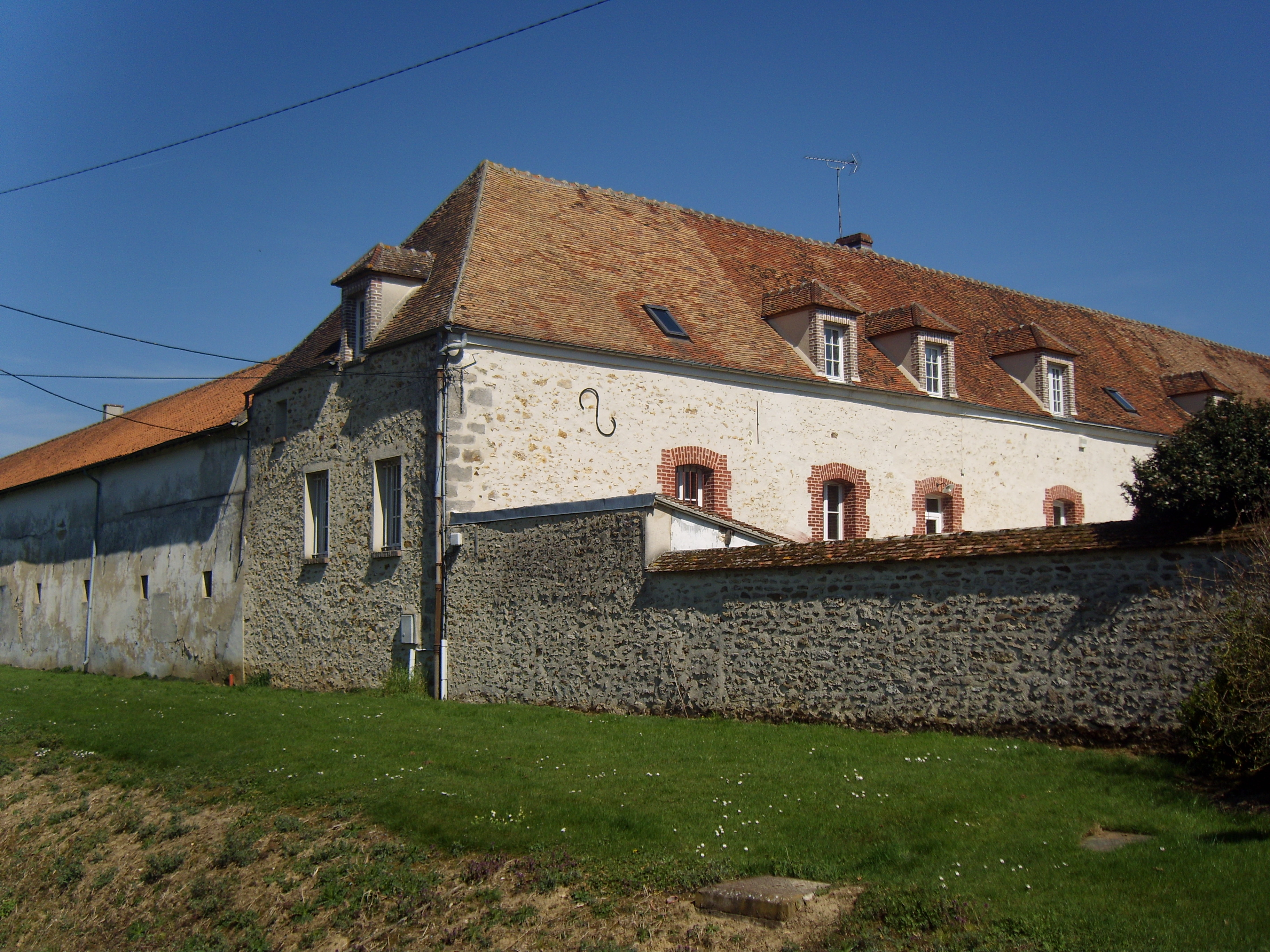
Gutshof Beauregard